# Bockhorst (Oyten)
Bockhorst ist ein Ortsteil der Gemeinde Oyten im niedersächsischen Landkreis Verden.

## Geografie und Verkehrsanbindung
Der Ortsteil liegt nördlich vom Kernbereich von Oyten. Nördlich fließt die Wümme und liegt das 772 ha große Naturschutzgebiet Fischerhuder Wümmeniederung. 
Die A 1 verläuft in geringer Entfernung südlich und die A 27 westlich. Der Bahnhof Sagehorn liegt in geringer Entfernung nördlich.